# Карл Сигизмунд Кунт
Карл Сигизмунд Кунт (на немски: Karl Sigismund Kunth) е германски ботаник. Той е един от първите изследователи и класификатори на флората на Америка.

## Биография
Карл Кунт е роден на 18 юни 1788 година в Лайпциг, Саксония. През 1806 година става чиновник в Берлин, където се запознава с Александър фон Хумболт. Той му помага да започне да посещава лекции в Берлинския университет. През 1813 – 1819 година Кунт работи като асистент на Хумболт в Париж и му помага при класифицирането на сбирката растения, събрана от Хумболт и Еме Бонплан в Америка.
През 1820 година Кунт се завръща в Берлин и става преподавател по ботаника в Берлинския университет. През 1829 година е избран за член на Академията на науките в Берлин. От 1829 до 1832 предприема експедиция в Чили, Перу, Бразилия, Венецуела, Централна Америка и Антилските острови.
Умира на 22 март 1850 година в Берлин, Прусия. Ботаническата му сбирка е придобита от пруското правителство и става част от Кралския хербарий в Берлин.